# Brioschi

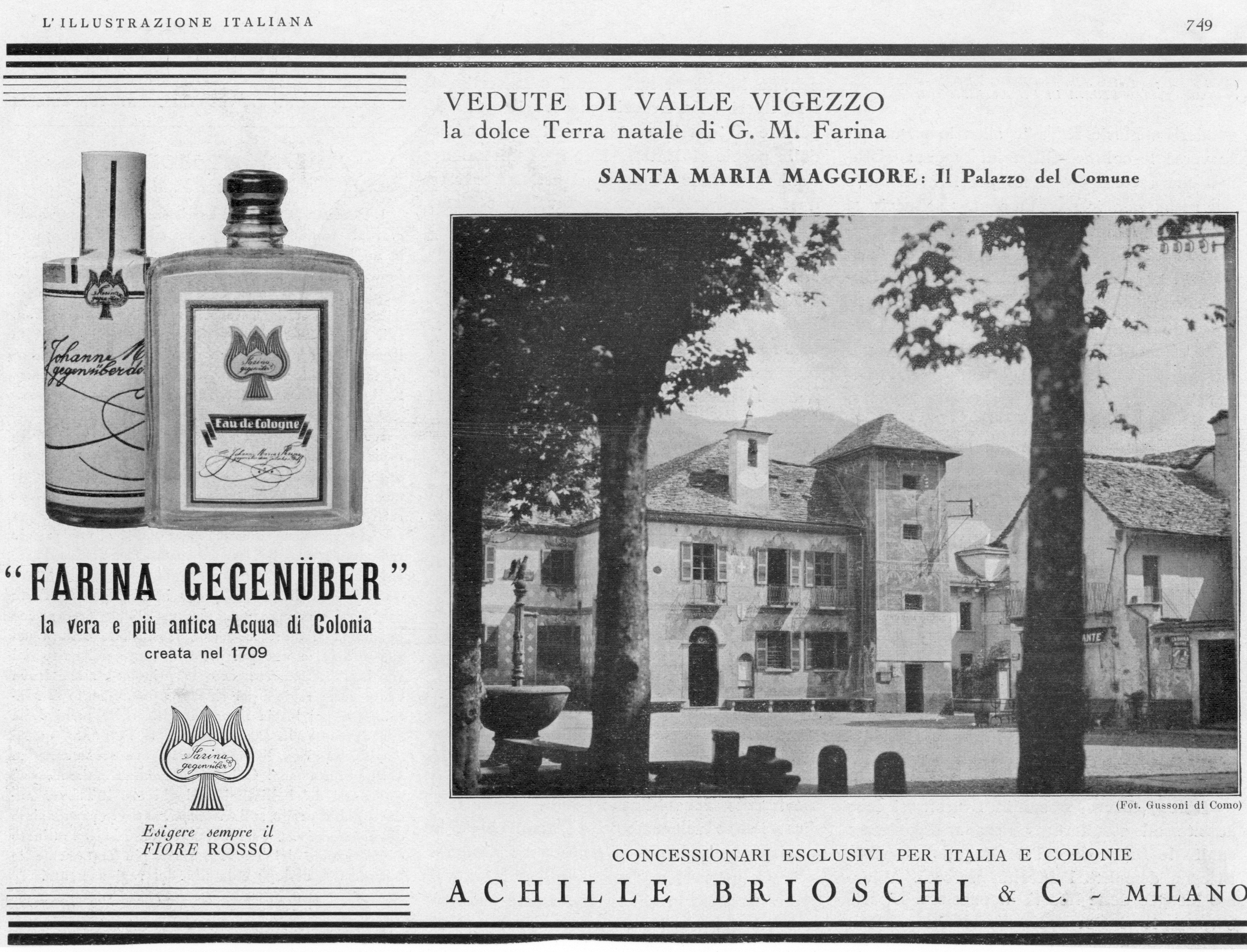
Anunci d'una Eau de Cologne que Brioschi va distribuir a Itàlia i les seves colònies

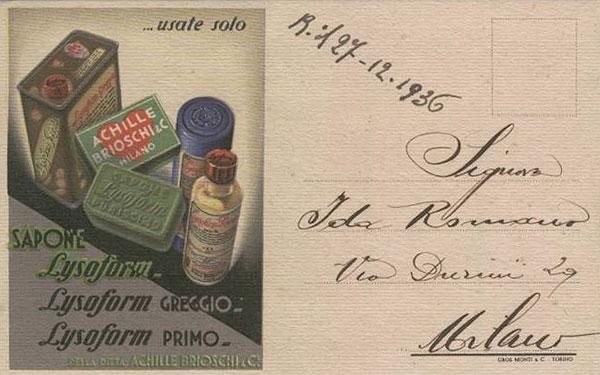
Postal publicitària de sabons Achille Brioschi Lysoform

Brioschi és una empresa italiana fundada el 1907 com Achille Brioschi & C. per "produir i comercialitzar productes químics"; el 1914 la societat va cotitzar a la borsa de Milà.

## Història
Els orígens de l'empresa es remunten al 1880 quan Achille Antonio Brioschi (1860–1942), que havia estat aprenent en diversos fabricants de productes químic-farmacèutics i d'aigua de Colònia, va iniciar la producció a petita escala de l'anomenat efervescent Brioschi : unes pólvores que, dissolta en aigua, produïa una beguda refrescant. No era un medicament, ni es comercialitzava com un, tot i que la seva idea va derivar de productes efervescents a base de citrat de magnesi que s'havien originat al Regne Unit. El negoci va créixer i el producte va trobar diversos mercats d'exportació dels quals el primer va ser el Brasil. Les filials es van establir als Estats Units el 1894 i al cantó suís del Ticino el 1897. El 1907 el negoci es va transformar en l'empresa Achille Brioschi & C. El popular analgèsic cachet Brioschi, basat en el kalmine de Paul Métadier de Tours, va ser introduït el 1911; altres línies de productes incloïen desinfectants a base de lisoforma, l'aigua de Colònia Johann Maria Farina i fàrmacs contra la malària. El 1914 la companyia va cotitzar a la borsa de Milà.

## Antiàcid
El producte característic de la companyia era un antiàcid efervescent que utilitzava bicarbonat de sodi com a agents actius venut en una ampolla blava.
Una branca, l'empresa nord-americana Brioschi Pharmaceuticals, LLC, va continuar comercialitzant l'antiàcid efervescent als Estats Units, però el negoci va fer fallida i va ser adquirit per una altra empresa anomenada Brioschi Pharmaceuticals International, LLC el 2010. Els nous propietaris van traslladar la seu i la fàbrica de Fair Lawn, Nova Jersey, a Syracuse, Nova York el 2011 en un intent de reiniciar el negoci, però van declarar la fallida involuntària l'octubre de 2013.

## En la cultura
El narrador de la novel·la d'Umberto Eco La misteriosa flama de la reina Loana descriu l'ús d' Effervescente Brioschi per transformar l'aigua normal de l'aixeta en una aigua mineral feta a casa que recorda l'aigua de Vichy.